# Santana 1300
El Santana 1300 es un vehículo todo terreno fabricado por la extinta empresa española Santana. Su construcción está basada en el Land Rover Santana de la serie IIa. Aunque se concibió con el mismo objetivo que el británico Land Rover 101 Forward Control, su desarrollo fue bien distinto y, a diferencia del fabricado en Solihull, el 1300 se vendió al público general.
El Santana 1300 está construido con la base de un Land Rover Santana serie IIa, en su versión de batalla larga de 109 pulgadas, con la cabina y los elementos mecánicos desplazados lo máximo posible hacia la parte delantera, dejando un área de carga amplio en la parte trasera. El nombre 1300 hace referencia a la capacidad de carga del modelo, de 1,3 toneladas.
Podía equipar, igual que el modelo del que deriva, dos motores tetracilíndricos, uno de ciclo Otto y el otro de ciclo Diésel, ambos con un cubicaje de 2286 cm³, con cilindros de 90,5 mm de diámetro y 88,9 mm de carrera. El motor gasolina entrega 81 cv a 4250 rpm y un par motor de 17,5 mkg a 2500 rpm, con una relación de compresión de 8 a 1; en el caso del motor a gasóleo, las cifras son de 62 cv a 4000 rpm y 14 mkg a 1750 rpm, con compresión de 23 a 1. Algunas unidades fabricadas ex profeso para ciertas organizaciones gubernamentales fueron equipadas con el motor de 6 cilindros del modelo del que deriva. fueron fabricados unos 4 000 unidades, tras lo que fue sustituido en el mercado por el Santana 2000.